# Dzoraszen
Dzoraszen – wieś w Armenii, w prowincji Szirak. W 2011 roku liczyła 187 mieszkańców.